# アマチュア局
アマチュア局（アマチュアきょく）は、無線局の種別の一つである。

## 概要
他の種別の無線局と異なり、個人や社団の趣味として開設され、それぞれ個人局、社団局と呼ばれる。中継用の無線局（レピーターという。）や人工衛星（アマチュア衛星）も開設できる。条件付きながら、有線電気通信回線にも接続すること（後述のフォーンパッチ）もできる。

## 定義
総務省令電波法施行規則第4条第1項第24号にアマチュア局を「アマチュア業務を行う無線局」と定義している。また、第3条第1項第15号には、アマチュア業務を「金銭上の利益のためでなく、もつぱら個人的な無線技術の興味によつて行う自己訓練、通信及び技術的研究その他総務大臣が別に告示する業務を行う無線通信業務」と定義している。
- 告示[1]（令和5年総務省告示第70号による改正[2]も参照）にある業務は、次の通り

1 特定非営利活動促進法（平成10年法律第7号）第2条第1項に定める特定非営利活動に該当する活動その他の社会貢献活動のために行う業務
2 国又は地方公共団体その他の公共団体が実施する事業に係る活動（これらに協力するものを含む。）であって、地域における活動又は当該活動を支援するために行うものであり、かつ、金銭上の利益を目的とする活動以外の活動のために行う業務
3 教育又は研究活動のために行う業務
電波法第5条第2項第2号には、アマチュア無線局を「個人的な興味によつて無線通信を行うために開設する無線局」と規定している。政令電波法施行令および電波法関係手数料令でも文言は「アマチュア無線局」である。
引用の促音の表記は原文ママ

## 開設の基準
総務省令無線局（基幹放送局を除く。）の開設の根本的基準（以下、「根本基準」と略す。）第6条の2による。
1. その局の免許を受けようとする者は、次のいずれかに該当するものであること。
(1) アマチユア局の無線設備の操作を行うことができる無線従事者の資格を有する者
(2) 施行規則第34条の8の資格を有する者
(3) アマチユア業務の健全な普及発達を図ることを目的とする社団であつて、次の要件を満たすもの
（一）営利を目的とするものでないこと。
（二）目的、名称、事務所、資産、理事の任免及び社員の資格の得喪に関する事項を明示した定款が作成され、適当と認められる代表者が選任されているものであること。
（三）(1)又は(2)に該当する者であつて、アマチユア業務に興味を有するものにより構成される社団であること。
2. その局の無線設備は、免許を受けようとする者が個人であるときはその者の操作することができるもの、社団であるときはそのすべての構成員がそのいずれかの無線設備につき操作をすることができるものであること。ただし、移動するアマチユア局の無線設備は、空中線電力が50W以下のものであること。
3. その局は、免許人以外の者の使用に供するものでないこと。
4. その局を開設する目的、通信の相手方の選定及び通信事項が法令に違反せず、かつ、公共の福祉を害しないものであること。
5. その局を開設することが既設の無線局等の運用又は電波の監視に支障を与えないこと。

引用の促音、拗音の表記は原文ママ、「施行規則」は電波法施行規則の略
この基準に特に条文が割かれているのは、趣味として経済性は考慮されない無線局であるので、他の種別の無線局と要求される事項が異なるからである。

## 免許
外国籍の者に免許は原則として与えられないことは電波法第5条第1項に規定されているが、例外として第2項第2号に「アマチュア無線局」があり、外国籍の者にも免許される。ただし、#操作にある通りアマチュア局の操作は無線従事者によらなければならないので、アマチュア局を操作できる無線従事者でなければ免許申請できないのが原則である。
これに加え、過去に使用していた呼出符号（コールサイン）の指定、無線設備規則のスプリアス発射等の強度の許容値に関する技術基準改正に伴う旧技術基準の無線機の免許については、アマチュア局の開局手続きに詳細があるので、本記事では簡略に述べる。
種別コードはAT。有効期間は免許の日から5年、ただしこれより短縮した期間とすることもできる。また、外国人で在留期間が5年に満たないときはその日までとなる。
次のアマチュア局は、日本アマチュア無線連盟(JARL)でなければ開設できない。
- レピーター局 - アマチュア局の中継用無線局
- アシスト局 - レピーター局の中継を援助するアマチュア業務の中継用無線局（レピーター局を介して公衆網に接続することを目的として開設されるものを含む。）
- リモコン局 - レピーター局又はアシスト局を遠隔制御する局

無線局の目的（用途）
アマチュア業務用のみであり、アマチュア無線のみにしか使用できない。
無線局の目的コードは無線局の目的コード及び通信事項コードを規定する総務省告示
にATCと規定される。
コールサイン
総合通信局（沖縄総合通信事務所を含む。以下同じ。）別に指定される。
一部の総合通信局管内では、失効後6ヶ月経過したものが再指定、すなわち新規開設者に指定される。再指定されていなければ、旧免許人は開局時の申請により旧コールサインを指定されることができる。これを旧コールサインの復活という。
- その他、字数、地域、個人局・社団局の区別などの詳細は日本の呼出符号#アマチュア局を参照。

周波数と電波型式
申請者の級別による操作範囲内にある限り告示アマチュア局が動作することを許される周波数帯の中から任意の周波数と電波型式を選択して申請することができる。
- 告示[6]にある周波数の電波型式は「一括記載コード」で表記される。

空中線電力
- 無線設備規則第14条の空中線電力の許容偏差の表第8項アマチュア局には、空中線電力の下限は規定されていない。微弱無線局の範囲にあるものでもアマチュア局の無線設備として使用するものであれば免許申請をしなければならない。これは微弱無線局がアマチュア無線用の周波数を使用することを禁止するものではない。
- #開設の基準にみるとおり、空中線電力が50Wを超えると、移動しないアマチュア局（通称、固定局）として免許される。固定局は空中線電力50W以下の移動するアマチュア局（通称、移動局）と同時に開設することもできる。この際、コールサインは同一のものが指定される。また、固定局は複数の場所に開設することもできる。この場合も同一総合通信局管内であれば、コールサインは同一のものが指定される。
- 空中線電力200W以下の無線設備を用いて開設する場合は、簡易な免許手続の対象となる。

移動範囲
移動するアマチュア局の移動範囲は「陸上、海上及び上空」と指定される。海上及び上空には、公海及びその上空も含まれる。
無線局免許状の備付け
電波法施行規則第38条第1項により無線局免許状は無線局に備え付けるものとされるが、同条第3項により移動局については常置場所に備え付けねばならない。
人工衛星に開設するアマチュア局については「無線従事者の常駐する場所のうち主なもの」に掲示すればよい。
周波数測定装置
電波法施行規則第11条の3により、周波数25.11MHz以下で空中線電力10Wを超えるアマチュア局は、周波数測定装置の備付けを要する。
無線局情報の公表
電波法施行規則第11条第1項により、アマチュア局の無線局免許状の記載事項は、無線局免許等情報に公表される。ただし第11条の2第16号により、人工衛星に開設するアマチュア局の無線設備を遠隔操作するアマチュア局（アマチュア衛星のテレコマンド局）については公表されない。
登録免許税
無線局の免許は原則として登録免許税の対象であるが、アマチュア局については登録免許税法施行令第12条第1項第5号により基本送信機の空中線電力が500W以下であれば非課税となる。つまり空中線電力が500Wを超えると課税対象となる。
- 基本送信機とは、送信機が一台の場合にはそれを、二台以上の場合には最大空中線電力のものをいう。

### 旧技術基準の無線設備の免許
新規取得
「平成29年12月1日」以降そのままでは、不可
- 旧技術基準の無線設備を使用するには、フィルタ挿入、スプリアスの実力値の測定などの方法もあるが、アマチュア局では保証認定によることもできるとされたので、アマチュア局の開局手続き#空中線電力200W以下にある手続きと類似した保証認定を要する。

使用期限
「平成34年11月30日」までであったところ、コロナ禍により「当分の間」延期された。
2021年（令和3年）8月3日以降、新たな使用期限が設定されるまでの既設局の旧技術基準の無線設備に関する免許の取扱いは次の通り

- 再免許は可能
- 「平成29年12月1日」以降の免許にあった「免許の有効期限（新技術基準の無線設備と混在する場合は旧技術基準の無線設備の使用期限）は令和4年11月30日まで」の条件は「令和4年12月1日以降、他の無線局の運用に妨害を与えない場合に限り使用することができる」との条件が付されているとみなされる。[12]

## 運用
無線局運用規則第8章 アマチュア局の運用による。
バンドプラン
無線局運用規則第258条の2により、各周波数帯内での運用は告示アマチュア業務に使用する電波の型式及び周波数の使用区別（通称バンドプラン）に沿って運用しなければならない。ここでアマチュア業務に割り当てられる周波数には他業務にも割り当てられているものがある。
- ISMバンド内にあればISM機器からの混信を容認せねばならない。
- アマチュア業務が二次業務であれば一次業務を妨害してはならず、同じ二次業務であれば先に使用している局が優先、免許不要局への割当てであればアマチュア局が優先する。
  - これらの関係についてはアマチュア無線の周波数帯#日本を参照。

通信の相手方
通信の相手方は、国内外のアマチュア局である。ただし、非常通信についてはこの限りではない。
- 微弱無線局はアマチュア局ではないので、アマチュア無線用の周波数を使用していてもこれと交信してはならない。
- 総務省は他国のアマチュア局との無線通信を禁止している国をインターネット公開[13]しているが、これは日本のアマチュア局が、当該国のアマチュア局と交信をすることを否定するものではない。

通信事項
無線局運用規則第259条により、通信事項は、他人の依頼によるものであってはならない。 他人の依頼により通信を行うのは電気通信事業だからである。ただし、非常通信についてはこの限りではない。
暗語使用の禁止
電波法第58条により、アマチュア局の行う通信には暗語を使用してはならない。暗語とは通信の当事者のみしか理解できない用語のことである。
フォーンパッチ
無線設備を電気通信網に接続することである。接続にあたり電波法令上の手続きは不要であるが、電気通信事業者との間では、申請又は届出を要する場合がある。また、上述の通り通信事項は他人の依頼によるものであってはならないので、第三者との通信は禁止される。

### アメリカ合衆国での運用
相互運用協定締結国においては、日本の無線従事者の資格によりその国で運用できるが、アメリカ合衆国で社団局の運用は認められない
。
運用できる範囲は自局に指定されている電波の型式、周波数、空中線電力で、かつAmateur Extra Class（最上級）の操作範囲内であるので、日本でアマチュア局を開局していなければ運用できない。
またアメリカで発行された免許（アメリカのコールサイン）を持つ人は、日本の免許を基にした運用はできない
。

## 操作
電波法第39条によりアマチュア局の操作は無線従事者でなければならないとされ、アマチュア局を操作できる無線従事者または相当する日本国外の資格者によらねばならない。
また無線局運用規則第260条により、操作を行うのは免許人（社団局は構成員）でなければならないのが原則である。
これら規定の例外は次の通りである。
外国資格者の社団局での運用
- 電波法第39条のただし書きに基づく外国資格者を規定する告示[17]にある一部の外国資格者は同告示第1項第1号および第2号に掲げる条件のもとに社団局において本国における操作範囲の運用ができる。

臨時に開設する社団局で無線従事者の指揮の下に行う運用
後述の#記念局や#臨時局において、無線従事者の指揮の下に行う運用で、電波法第39条の13および電波法施行規則第34条の10に基づく告示による。
- 記念局では、外国資格者が運用できることが告示されることがある。この場合の外国資格者は相互運用協定締結国に限定されない。
- 臨時局
  - ARISS(Amateur Radio on the ISS)スクールコンタクト
    - 国際宇宙ステーションとの交信の為に開設され[18]、小中学生が交信することができる。[19]

  - 体験臨時局
    - 無線技術に対する理解と関心を深めるため行事等で開設され、年齢を問わず無資格者がアマチュア局全般と交信することができる。[20]

ゲストオペレータ
ゲストが、他人（ホスト）のアマチュア局の運用をすることができる、すなわちゲストを免許人とみなす制度で、電波法施行規則第5条の2に基づく告示による。
1. ゲストがアマチュア無線技士（相当する内外の資格者を含む。）であること。
2. 操作する設備は、ホスト局の免許の範囲内でかつゲストの資格の範囲内であること。
3. 運用の際は、ホスト局のコールサインを使用するとともに、ホスト局の免許人（社団局の場合は代表者または構成員）が立ち会うこと。ただし、社団局において非常事態の場合はこの限りではない。

電波法令に規定されてはいないが、JARLはゲストのコールサインまたは名前を送信して、ゲストによる運用であることを示すことを指導している。

## 検査
- 落成検査は、上述の通り簡易な免許手続の対象であれば行われない。対象以外でも登録検査等事業者等による点検が可能で、この結果に基づき一部省略される。
- 定期検査は、電波法施行規則第41条の2の6第22号により行われない。
- 変更検査は、落成検査と同様である。

## 非常通信
非常通信についてこの項で解説する。
電波法第52条には免許状の目的（用途）、通信の相手方、通信事項の範囲を超えて運用することができる通信を目的外通信と呼び、第4号に「地震、台風、洪水、津波、雪害、火災、暴動その他非常の事態が発生し、又は発生するおそれがある場合において、有線通信を利用することができないか又はこれを利用することが著しく困難であるときに人命の救助、災害の救援、交通通信の確保又は秩序の維持のために行われる無線通信」と規定している。これは第1号から第3号に規定する船舶・航空機の遭難やこれに準ずる事態に行われる遭難通信、緊急通信、安全通信とは異なるものである。
- アマチュア無線での非常通信は免許人の判断により実施するものである。

免許
無線局免許手続規則第2条第3項では複数の種別の業務を併せて単一の無線局として免許を申請することはできないとしている。
アマチュア局はアマチュア業務を行う無線局であり非常通信を行うこと、つまり非常通信業務を併せ行うとしてアマチュア局の免許申請をすることはできない。
- 電波法施行規則第12条第13項にある「A1A電波4,630kHz」を申請することを妨げるものではない。

運用
電波法第53条と第54条には、識別信号、電波の型式及び周波数、空中線電力は免許状によらねばならないとされ、非常通信での例外は無い。
- A1A電波4,630kHzは、無線電信局に対して免許されるのでアマチュア局以外の種別の無線局とも通信できる。

無線局運用規則第261条では、「アマチュア局の運用については、この章に規定するものの外、第4章の規定を準用する」とあり、第4章 固定業務、陸上移動業務及び携帯移動業務の無線局、簡易無線局並びに非常局の運用の第2節が、非常の場合の無線通信である。
運用は、この節にそって行わねばならない。
操作
一部のアマチュア無線家のウェブサイトなどで「アマチュア局が非常通信をする際は無資格者が操作できるとし、その根拠が電波法施行規則第33条の2（無線設備の操作の特例）第1項第2号 非常通信業務を行う場合であつて、無線従事者を無線設備の操作に充てることができないとき、又は主任無線従事者を無線設備の操作の監督に充てることができないとき」と紹介しているが、これは誤りである。
この規定は、非常通信業務を行う無線局つまり非常局の運用に係る規定であって、アマチュア局の非常通信についての規定ではない。
引用の促音の表記は原文ママ
- アマチュア局で非常通信をするにはそのアマチュア局を操作できる無線従事者が必要である。

報告
非常通信の実施後は、電波法第80条第1号と電波法施行規則第42条の3により、できる限りすみやかに文書により報告しなければならない。
- 様式は電波法令に規定されていない。#外部リンクにある『アマチュア局の非常通信マニュアル』を参考に作成する。

## 特殊なアマチュア局

### 中央局、補助局、ビーコン局
JARLは、コールサインの総合通信局別の数字の次の文字（suffix、サフィックスという。）を二文字をRL、三文字をIGYに指定することができる。
この規定により免許された局は次の通りである。
- 中央局JA1RL
- 補助局JA2RL～JA0RL
- ビーコン局JA1IGY～JA4IGY、JE5IGY、JA6IGY～JA0IGY

注　廃止されたものを含む。
サフィックスのIGYは国際地球観測年に協力したことにちなむものである。

### 記念局
「行事等の開催に伴い，臨時かつ一時の目的のために運用するアマチュア局」

である。
国際的なイベントでの例をあげる。（）内はコールサイン。特記ないものはJARLの社団局として開設された。
- 1970年　日本万国博覧会（JA3XPO）日本初の記念局
- 1971年　第13回世界ジャンボリー（8J1WJ）ボーイスカウト日本連盟が開設、外国人運用ができた。[25]
- 1972年　札幌オリンピック（JA8IOC）
- 1985年　国際科学技術博覧会（8J1XPO）外国人運用ができた。[26]
- 1990年　国際花と緑の博覧会（8J90XPO）
- 1998年　長野オリンピック（8J0OGN、8N0WOG）外国人運用ができた。[27]
- 2002年　2002 FIFAワールドカップ（8J1C、8J2C、8J3C、8N3G、8J6C、8J7C、8J0C）
- 2005年　2005年日本国際博覧会（8J2AI）外国人運用ができた。[28]
- 2007年　2007年ノルディックスキー世界選手権札幌大会（8J8WSC、8N8WSE）ノルディックスキー世界選手権札幌大会特別記念局実行委員会が開設
- 2015年　第23回世界スカウトジャンボリー（8J4J）ボーイスカウト日本連盟が開設、臨時局8N23WSJを併設。外国人運用ができた。[29]
- 2021年　2020年東京オリンピック・パラリンピック (8JxOLYMPIC、8NxOLP、JA1TOKYO xは0-9) [30][31]
- 2025年　2025年日本国際博覧会 (8K3EXPO、JA3XPO)

アマチュア無線フェスティバルでは、8J1HAM（2001年まで及び2015年以降、この間は年により8N1HAM、8J1A、8J190Y）が開設される。
1995年より上記のゲストオペレーター制度により開設団体の構成員でなくとも操作することができる。
また、2002年よりJARLでなくとも記念局が開設できることとなり、既設社団局のコールサインを一時的に変更する形でも開設できる。
これにより、国民体育大会のような国内イベント、市制施行○周年や学校開設○周年といった記念行事、JARLによる月面反射通信（2007年実施、8N1EME）のようなアマチュア無線独自のイベントなどでも開設される。

### 臨時局
「国際宇宙基地に開設されたアマチュア局と通信を行うために臨時に開設するアマチュア局」

である。
ARISSスクールコンタクトのための社団局で、2002年の池田市民文化会館での8N3ISSを皮切りに毎年、数回ずつ実施されている。

### 臨時発給局
大震災の救援用に阪神・淡路大震災で8J3AAA～8J3AMTが、東日本大震災で8J1QAA～8J1QLNがJARLに発給された。

### 特殊な場所
南極
昭和基地には、1956年の第1次隊では作間敏夫の個人局JA1JGが開設された。
第2次隊では小林友一の個人局JA1BRFが開設を予定していたが、東オングル島に接岸できず帰国した。
第3次隊以降の個人局には8J1AA～8J1ADが発給された。
1966年の第7次隊からJARLの社団局8J1RLが、2003年からドームふじ観測拠点にも8J1RFが開設されている。
その他、みずほ基地、あすか基地に8J1RMが開設されたことがある。
富士山
富士山測候所には、1971年から気象庁の社団局JA2YYNがあったが、2004年夏を以って職員常駐が廃止されアメダス測候に切り替えられたのに伴い廃局となった。
南鳥島
南鳥島には、1969年から気象庁の社団局JD1YAAがあり、来島者による個人局が運用することもある。かつては海上保安庁の社団局JD1YBJもあった。
硫黄島
硫黄島には、海上自衛隊の社団局JD1YAMがあった。これ以外では来島者による個人局が運用することがある。
沖ノ鳥島
沖ノ鳥島では、1976年にJARLが創設50周年記念としてJARLの社団局7J1RLが、1979年、1997年、1998年には藤原仁のJF1IST/7J1が、2001年には西野正雄のJQ1SYQ/JD1が運用された。

### アマチュア衛星
JARLが開設したふじ1号、ふじ2号、ふじ3号には、8J1JAS、8J1JBS、8J1JCSが発給された。
JARL以外が開設したアマチュア衛星は、人工衛星に開設するアマチュア局として通常の社団局と同じものが発給される。
2003年の東京大学のXI-IVのJQ1YCWが最初である。

## 歴史

### 法制化以前
日本における無線に関する最初の法律は1900年（明治33年）に施行された電信法である。
無線電信は政府が管掌し私設は一切禁止され、個人研究家によるアマチュア無線はもちろん、企業の無線実験施設さえも認められなかった。この種の施設が認められたのは無線電信法以降である。

### 無線電信法
1915年（大正4年）11月1日に無線電信法、私設無線電信通信従事者資格検定規則、私設無線電信規則が施行された。企業や個人の無線実験施設が無線電信法第2条第5号で定められ、逓信大臣の許可により運用できることになった。いわゆるアマチュア局に相当する実験施設が法的に認められた。
同時に施行された私設無線電信通信従事者資格検定規則で、この法第2条第5号の無線実験施設を操作するには、私設無線電信通信従事者第三級の資格が必要とされた。
しかし法第2条第5号の無線実験施設については、モールス技能を身に付けていない無線技術者でも実験できるように、通信従事者資格の取得を免除する規定が私設無線電信規則の中に設けられた。
- 1922年（大正11年）　無線電信法第2条第5号による私設無線電話施設が初めて個人に許可された[37]。
- 1923年（大正12年）　無線電信法第2条第5号による私設無線電信無線電話施設が初めて個人に許可された[38]。
  - 免許の有効期間は1年で、引き続き運用するためには再免許の手続きを要した。
  - 無線電信法第2条第5号による無線電信無線電話施設とは、実験試験局、実用化試験局とアマチュア局をあわせたものに相当する。なお、無線電信法令には「無線局」という文言は無く「私設無線電信無線電話実験局」とは太平洋戦争後に広まった通称である。

1926年（大正15年）　無線電信法第2条第5号による実験施設を運用するための通信従事者資格の免除権限が、逓信大臣から所轄逓信局長へ委譲された。私設無線電信通信従事者第三級以上の資格を持たないものは、所轄逓信局で私設無線電信規則第15条の資格免除を受けるための能力試験を受けた。
1929年（昭和4年）「無線電信無線電話実験施設ニ関スル件」で学校、講習所、素人（個人）が開設する実験施設の周波数と出力について逓信省の許可方針（1.775, 3.550, 7.100, 14.200, 28.400, 56.800Mcで10W以下）が地方逓信局長に示された。
1934年（昭和9年）1月1日に施行された私設無線電信無線電話規則の第3条で「法第2条第5号の実験施設」に対し「実験用私設無線電信無線電話」という語を与えた。これがいわゆる戦前のアマチュア局の法制上の正式名称である。
1941年（昭和16年）12月8日の太平洋戦争勃発に伴い実験用私設無線電信無線電話施設の運用は禁止された。

### 電波法
| 年                 | 月                                                                                         | できごと |
| ------------------ | ------------------------------------------------------------------------------------------ | --- |
| 1950年 (昭和25年)  | 6月                                                                                        | 「アマチユア局」が「アマチユア業務を行う無線局」と、「アマチユア業務」が「金銭上の利益のためでなく、もつぱら個人的な無線技術の興味によつて行う自己訓練、通信及び技術的研究の業務」と定義された。 引用の促音、拗音の表記は原文ママ - 免許の権限は電波監理委員会 - 免許の有効期間は3年 - 当初から同一種別であっても同一日に免許が満了しない無線局であった。 - 再免許の申請は、免許の有効期間満了前3ヶ月以上6ヶ月を超えない期間とされた。 - 周波数が30,000kc以下で空中線電力が10Wを超える無線設備には、誤差が使用周波数の許容偏差の2分の1以下である周波数測定装置の備付けが義務とされた。 |
| 1952年 (昭和27年)  |                                                                                            | |
| 4月                | 日本国との平和条約が発効。GHQによる日本の電波監理が終了。                                  | |
| 7月                | 20局に予備免許が与えられた。                                                               | |
| 8月                | 電波監理委員会廃止、電波監理は郵政省に移行、免許の権限者は郵政大臣 5局に免許が与えられた。 | |
| 1953年 (昭和28年)  | 4月                                                                                        | 他国との交信を禁止している国が告示された。 |
| 1955年 (昭和30年)  | 2月                                                                                        | 無線局（放送局を除く。）の根本的基準（現・根本基準）にアマチュア局に関する基準が追加 - 空中線電力50W以下であれば移動することも認められた。 周波数測定装置の備付けが義務とされるのは、周波数が28,000kc以下で空中線電力が10Wを超える無線設備とされた。 - 周波数測定装置は、「発射の占有する周波数帯域幅に含まれるいかなる特性周波数も、局が動作することを許される周波数帯内にあることを0.025%以内で確認できる装置」とされた。 |
| 1955年 (昭和30年)  | 9月                                                                                        | 周波数測定装置の備付けが義務とされるのは、周波数が27,500kc以下で空中線電力が10Wを超える無線設備となった。 |
| 1958年 (昭和33年)  | 11月                                                                                       | 運用開始の届出を要しない無線局となった。 |
| 1959年 (昭和34年)  | 12月                                                                                       | 社団局が認められ、免許の有効期間が3年から5年となり再免許は免許の有効期間満了1ヶ月前までに行うものに、また保証認定制度の導入により対象となる送信機が簡易な免許手続の対象に - 保証認定機関、対象となる送信機の変遷はアマチュア局の開局手続き#沿革を参照。 |
| 1961年 (昭和36年)  | 6月                                                                                        | 免許の公示を要しない無線局となり、周波数測定装置の備付けが義務とされるのは、周波数が25,010kc以下で空中線電力が10Wを超える無線設備となった。 |
| 1963年 (昭和38年)  | 8月                                                                                        | 電波法令集は抄録をもってかえることができるとされた。 |
| 1969年 (昭和44年)  | 4月                                                                                        | 周波数測定装置の備付けが義務とされるのは、周波数が25.11Mc以下で空中線電力が10Wを超える無線設備となった。 |
| 1970年 (昭和45年)  | 9月                                                                                        | 外国人がアマチュア局の操作に関する国籍を持つ国の政府の証明書を持つ場合に社団局の運用をできることとなった。 - 当該国が日本人に同様の処置をとる場合に限るとされた。 |
| 1971年 (昭和46年)  | 10月                                                                                       | 免許の権限が郵政大臣から地方電波監理局長（現 総合通信局長）に委任 |
| 1972年 (昭和47年)  | 5月                                                                                        | 沖縄復帰により、沖縄県の日本人アマチュア局が本土局とみなされた。 - アメリカ人のアマチュア局は 補助軍用無線局（MARS局）とみなされた。 免許の権限は沖縄郵政管理事務所長（現 沖縄総合通信事務所長）に委任 |
| 1972年 (昭和47年)  | 7月                                                                                        | 計量法改正により、周波数の単位がサイクル(c)からヘルツ(Hz)に変更 |
| 1976年 (昭和51年)  | 1月                                                                                        | 「アマチュア業務と同一の目的で行われる宇宙無線通信の業務」が規定 - アマチュア衛星通信の業務とアマチュア業務は別の存在とされた。 |
| 1981年 (昭和56年） | 11月                                                                                       | 相互主義による外国人への免許付与が可能に |
| 1982年 (昭和57年） | 3月                                                                                        | レピーター局への免許が開始 |
| 1985年 (昭和60年） | 4月                                                                                        | 地方電波監理局が地方電気通信監理局と改称、免許の権限者も地方電気通信監理局長に |
| 1985年 (昭和60年） | 9月                                                                                        | コールサインの再指定開始 |
| 1986年 (昭和61年） | 6月                                                                                        | 「アマチュア業務と同一の目的で行われる宇宙無線通信の業務」の規定が削除 - 「人工衛星に開設するアマチュア局」、「人工衛星に開設するアマチュア局を遠隔操作するアマチュア局」が規定され、アマチュア衛星通信の業務はアマチュア業務の一部となる。 |
| 1986年 (昭和61年） | 12月                                                                                       | 定期検査の除外を規定 |
| 1988年 (昭和63年） | 6月                                                                                        | 旧コールサインの復活が1年間の時限措置として実施 |
| 1991年 (平成3年)   | 6月                                                                                        | アマチュア局用の送信機に技術基準適合証明制度が導入され、簡易な免許手続の対象に - 対象となる送信機の変遷はアマチュア局の開局手続き#沿革を参照。 |
| 1992年 (平成4年)   | 6月                                                                                        | 人工衛星を除く移動するアマチュア局に無線局免許証票の備付けが義務付け |
| 1992年 (平成4年)   | 7月                                                                                        | バンドプランが郵政省告示アマチュア業務に使用する電波の型式及び周波数の使用区別として施行 |
| 1992年 (平成4年)   | 12月                                                                                       | 無線業務日誌、時計の備付けが不要に |
| 1993年 (平成5年)   | 4月                                                                                        | 電波利用料制度化、料額の変遷は下表参照 |
| 1994年 (平成6年)   | 4月                                                                                        | 免許の国籍条項を撤廃 |
| 1997年 (平成9年)   | 2月                                                                                        | ゲストオペレータが制度化 |
| 1997年 (平成9年)   | 4月                                                                                        | 旧コールサインの復活が制度化 |
| 1998年 (平成10年)  | 3月                                                                                        | 免許申請はフロッピーディスクによる電子申請が可能に |
| 1998年 (平成10年)  | 4月                                                                                        | 定期検査の除外は電波法施行規則に規定されることに 落成検査・変更検査が認定点検事業者（現・登録検査等事業者等）による点検の対象に |
| 1998年 (平成10年)  | 5月                                                                                        | フォーンパッチ許可 |
| 1998年 (平成10年)  | 12月                                                                                       | 免許申請時に無線局の種別コードを記入することに、アマチュア局はAT |
| 2001年 (平成13年)  | 1月                                                                                        | 郵政省廃止、電波監理は総務省に移行、免許の権限は総合通信局長または沖縄総合通信事務所長に移行 |
| 2002年 (平成14年)  | 3月                                                                                        | ARISSスクールコンタクトが制度化、無資格の小・中学生による国際宇宙ステーションとの交信が可能に |
| 2003年 (平成15年)  | 8月                                                                                        | 再免許の申請は、免許の有効期間満了前1ヶ月以上1年を超えない期間に |
| 2004年 (平成16年)  | 1月                                                                                        | 電波型式が新表示となり、無線局免許状には一括記載コードにより表示することに |
| 2004年 (平成16年)  | 3月                                                                                        | 「電子申請・届出システム」により、インターネットと住民基本台帳カードの利用による電子申請が可能に |
| 2004年 (平成16年)  | 11月                                                                                       | 無線局の種別コードは告示に規定するものに |
| 2008年 (平成20年)  | 4月                                                                                        | 公的個人認証サービスが不要な「電子申請・届出システムLite」による電子申請が可能に |
| 2009年 (平成21年)  | 2月                                                                                        | 周波数測定装置は、9kHzを超え526.5kHzを使用するものは誤差が0.005%以下、それ以外は0.025%以下に |
| 2009年 (平成21年)  | 7月                                                                                        | 電波法令集またはその抄録及び無線検査簿の備付けが不要に |
| 2011年 (平成23年)  | 4月                                                                                        | 非常時には、構成員の立会い無しで社団局の運用が可能に |
| 2018年 (平成30年)  | 3月                                                                                        | 無線局免許証票の備付けは廃止、フロッピーディスクによる電子申請も廃止 |
| 2020年 (令和2年)   | 4月                                                                                        | 体験臨時局が制度化、無資格者がアマチュア局全般と交信可能に |
| 2021年 (令和3年)   | 3月                                                                                        | 「アマチユア業務」の定義が変更され、アマチュア局は告示に規定された業務にも利用可能に 促音の表記は原文ママ 総務省が「アマチュア無線の社会貢献活動での活用に係る基本的な考え方」を公開 |
| 2022年 (令和4年)   | 9月                                                                                        | 他国のアマチュア局との無線通信を禁止している国は告示にかえ、インターネット公表に |

局数の推移
| 年度 | 昭和33年度末 | 昭和34年度末 | 昭和35年度末 | 昭和36年度末 | 昭和37年度末 | 昭和38年度末 |
| --- | ------------ | ------------ | ------------ | ------------ | ------------ | ------------ |
| 局数 | 5,838        | 8,547        | 15,431       | 20,262       | 25,440       | 31,010       |
| 年度 | 昭和39年度末 | 昭和40年度末 | 昭和41年度末 | 昭和42年度末 | 昭和43年度末 | 昭和44年度末 |
| 局数 | 38,438       | 45,032       | 53,048       | 66,365       | 83,224       | 105,993      |
| 年度 | 昭和45年度末 | 昭和46年度末 | 昭和47年度末 | 昭和48年度末 | 昭和49年度末 | 昭和50年度末 |
| 局数 | 136,914      | 180,268      | 213,335      | 246,514      | 286,247      | 320,304      |
| 年度 | 昭和51年度末 | 昭和52年度末 | 昭和53年度末 | 昭和54年度末 | 昭和55年度末 | 昭和56年度末 |
| 局数 | 341,018      | 364,091      | 399,915      | 442,105      | 485,530      | 523,021      |
| 年度 | 昭和57年度末 | 昭和58年度末 | 昭和59年度末 | 昭和60年度末 | 昭和61年度末 | 昭和62年度末 |
| 局数 | 550,338      | 574,581      | 596,593      | 703,204      | 749,914      | 825,153      |
| 年度 | 昭和63年度末 | 平成元年度末 | 平成2年度末  | 平成3年度末  | 平成4年度末  | 平成5年度末  |
| 局数 | 916,904      | 1,027,101    | 1,101,431    | 1,203,226    | 1,283,185    | 1,325,527    |
| 年度 | 平成6年度末  | 平成7年度末  | 平成8年度末  | 平成9年度末  | 平成10年度末 | 平成11年度末 |
| 局数 | 1,364,316    | 1,350,127    | 1,296,059    | 1,219,907    | 1,111,383    | 1,011,951    |
| 年度 | 平成12年度末 | 平成13年度末 | 平成14年度末 | 平成15年度末 | 平成16年度末 | 平成17年度末 |
| 局数 | 898,288      | 805,280      | 723,497      | 658,894      | 599,425      | 555,351      |
| 年度 | 平成18年度末 | 平成19年度末 | 平成20年度末 | 平成21年度末 | 平成22年度末 | 平成23年度末 |
| 局数 | 528,288      | 508,238      | 489,256      | 470,846      | 453,320      | 442,777      |
| 年度 | 平成24年度末 | 平成25年度末 | 平成26年度末 | 平成27年度末 | 平成28年度末 | 平成29年度末 |
| 局数 | 435,644      | 436,187      | 435,581      | 436,389      | 433,996      | 427,070      |
| 年度 | 平成30年度末 | 令和元年度末 | 令和2年度末  | 令和3年度末  | 令和4年度末  | 令和5年度末  |
| 局数 | 412,667      | 398,684      | 386,588      | 378,680      | 370,653      | 358,068      |
| 総務省情報通信統計データベース - 通信白書（昭和48年版から昭和63年版） - 地域・局種別無線局数（平成元年度から平成12年度） - 用途別無線局数（平成13年度以降） による。 |              |              |              |              |              |              |

電波利用料額
電波法別表第6第8項の「実験等無線局及びアマチュア無線局」が適用される。
| 年月                   | 料額  |
| ---------------------- | ----- |
| 1993年（平成5年）4月   | 500円 |
| 1997年（平成9年）10月  | 500円 |
| 2006年（平成18年）4月  | 500円 |
| 2008年（平成20年）10月 | 300円 |
| 2011年（平成23年）10月 | 300円 |
| 2014年（平成26年）10月 | 300円 |
| 2017年（平成29年）10月 | 300円 |
| 2019年（令和元年）10月 | 300円 |
| 2022年（令和4年）10月  | 300円 |

## 諸外国の相当種別
無線局の免許制度は、国によって異なり細部に相違がある。

### アメリカ合衆国
アメリカ合衆国では、FCC rules title47　Part97 Amatuer Radio Service  Section97.3 Definitions（定義）にある”Amateur station”が相当する。